# 丰滙

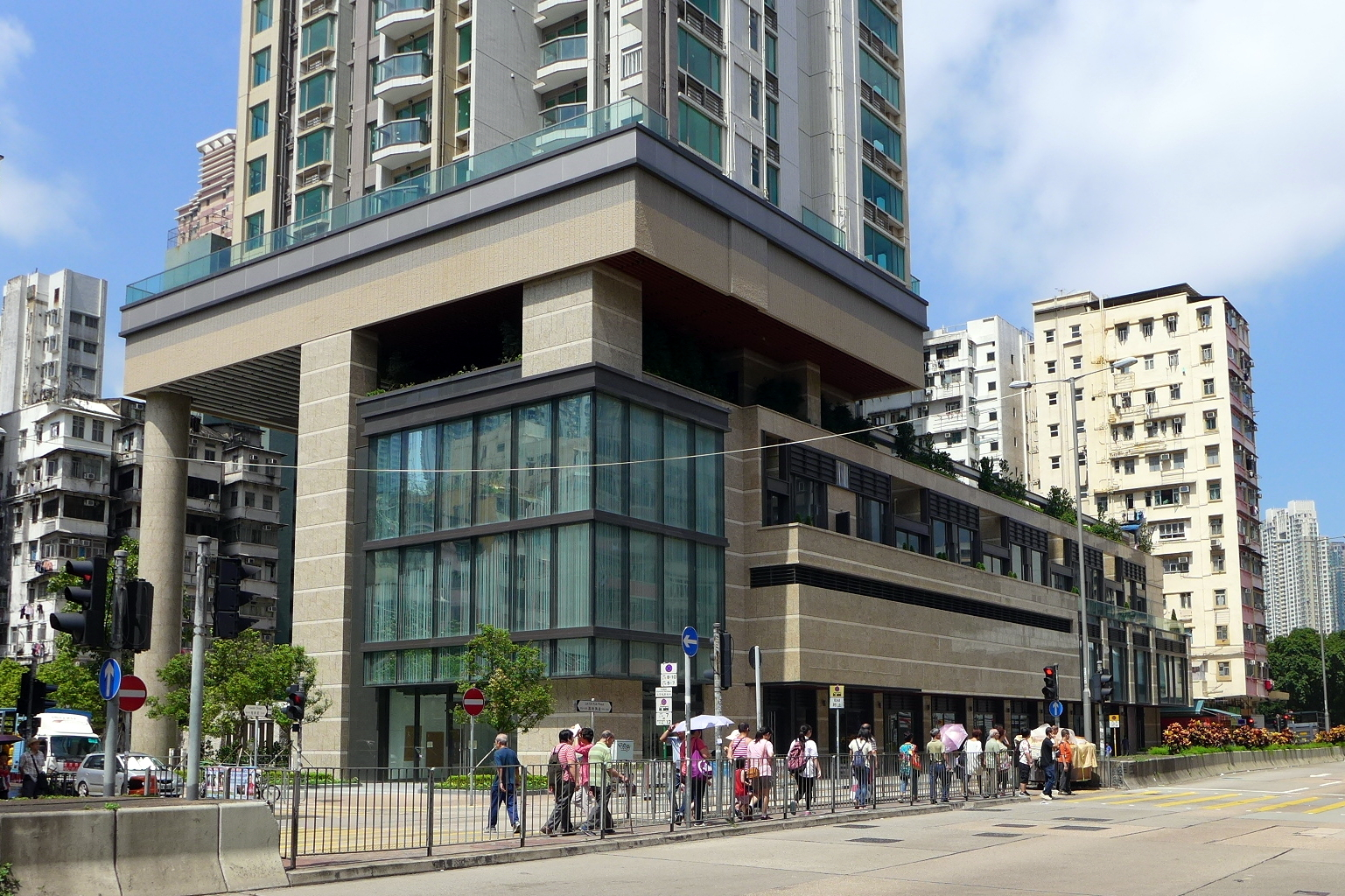
丰滙基座

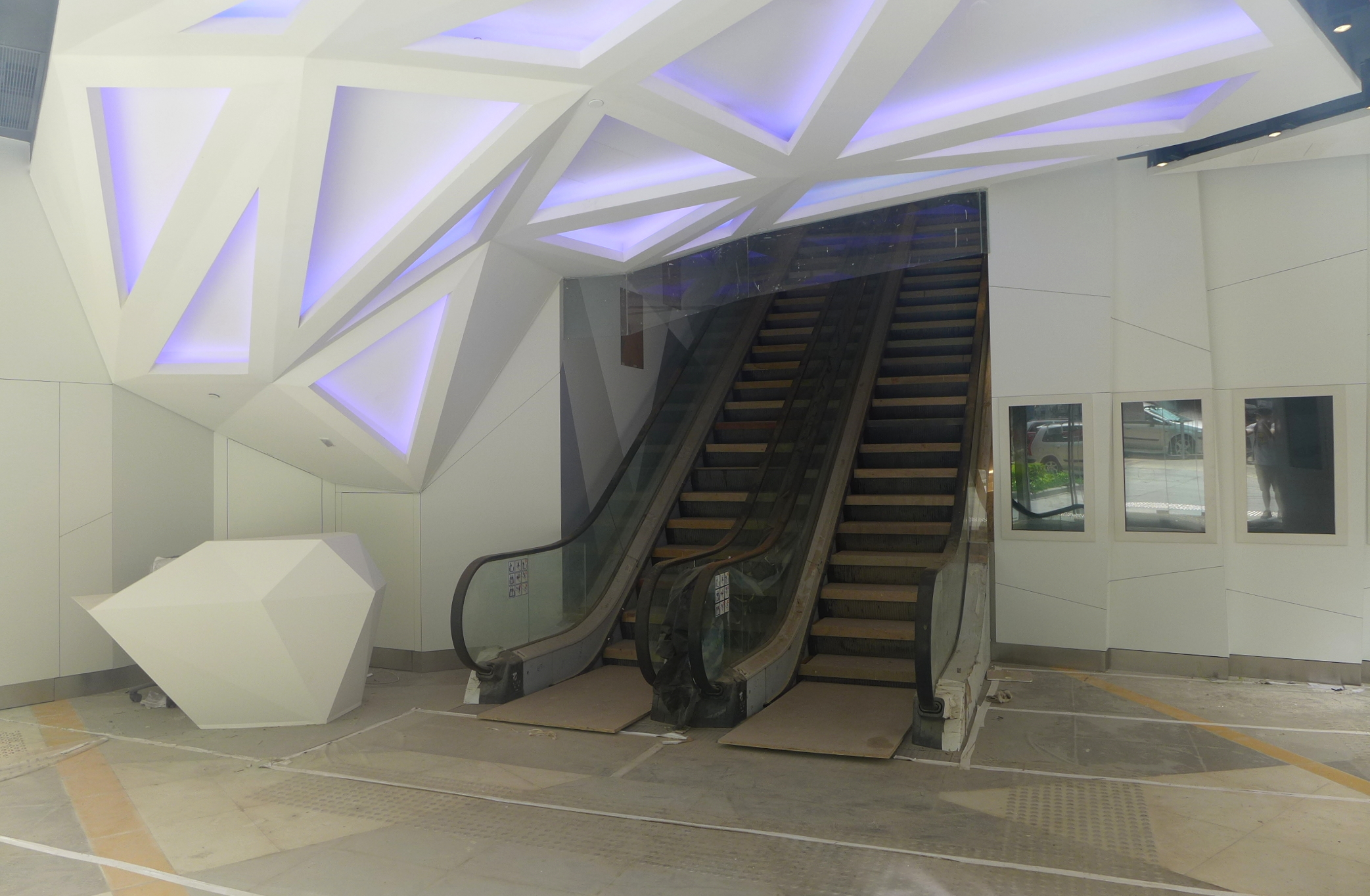
丰滙基座商場一直空置中，到2019年4月改建為城大動物醫療中心

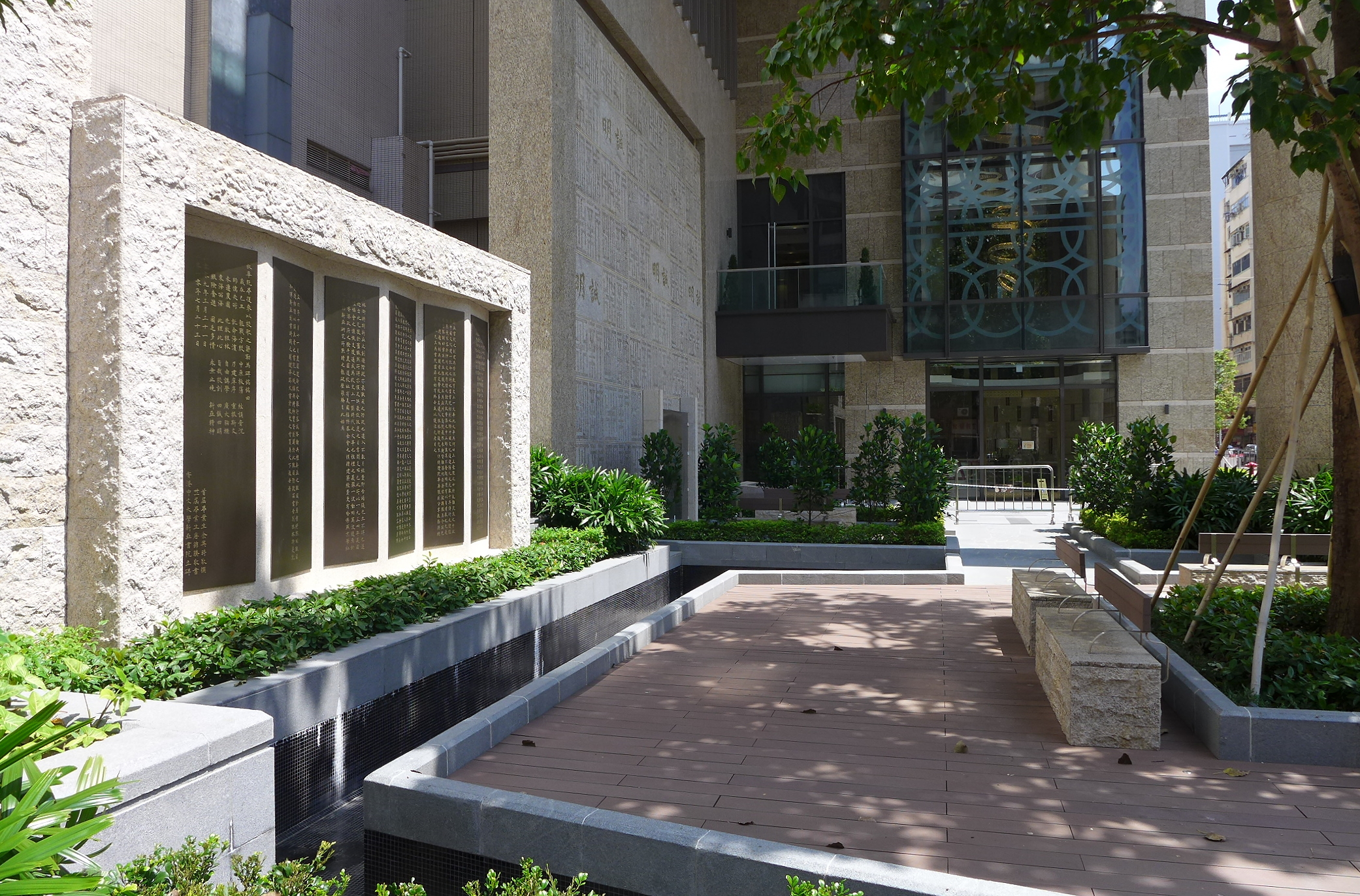
新亞書院紀念公園

丰滙（英語：Trinity Towers），位於香港九龍深水埗荔枝角道339號及醫局街213號，毗鄰深水埗警署及北河街市政大廈，是長江實業及市區重建局合作發展的私人住宅屋苑。物業由3座高31至42層的大樓組成，共提供402個單位，於2015年9月入伙。

## 歷史
2005年3月，市區重建局展開一項「荔枝角道╱桂林街及醫局街發展計劃」，涉及桂林街與欽州街之間一段醫局街與荔枝角道共17幢樓宇，地盤佔地3,339平方米，預計2014年落成。市建局於2012年進行招標。經過公開招標，由長江實業之全資附屬公司Grandwood Investments Limited競投獲得，估計投資總額近20億港元。當年計劃重建後會有3幢樓高23層的住宅大樓及一個商用平台，可提供共390個住宅單位，其中60個約500呎的單位，表示會針對長者生活需要而增加合適的設施。
而2009年時，市區重建局強調，有關單位不會只以長者為銷售對象，售價會以市場價格釐定。當局亦會預留部分商舖，引入專為長者服務的社會企業。唯最終未有落實。

## 住宅
物業由3座大廈組成、合共提供402個單位，以三房單位作主打。最高樓層達42樓，總高度逾390呎，不同單位可享都市景、山景或海景等景致。

## 商場
商場位於1及2座基座，地下至2樓共有3層，合共5.32萬方呎，一直處於空置壯態。2015年8月28日，香港城市大學以約5.5億元，呎價逾1萬元購入商場，為城市大學動物醫學院的教職員及學生提供配套及設施。
2016年10月8日，香港城市大學邀請丰滙業主立案法團到大學見面，法團以為有好消息，結果被告知整個商場將被發展為24小時運作，為城市大學動物醫學院配套的動物診所，只配套一間約500呎coffee shop，主要為學生提供實習機會，並聲稱不用向城規會申請即可使用。法團以買樓時公契寫明該處作商鋪用途，違反原意，並認為剝奪區內居民生活基本所需，因而向各政府部門反對。業主對城市大學在本來環境衛生惡劣的深水埗開設大型動物醫院/診所，將人畜共通傳染病風險帶入屋苑內表示強烈不滿。11月21日城市大學出信住宅業主以“小型動物診所”形容，業主反彈直斥城市大學睜眼說瞎話，更加擔心城大處理動物屍體的手法，會否有實驗研究系居民樓下實行。而業主認為有被騙的感覺，期望落空。
最後城大未有理會反對意見，一直空置的商場變身為佔地3.3萬平方呎的城大動物醫療中心，是全亞洲規模最大的動物醫療中心。內設探訪室、病房、藥房、化驗所和9間手術室外，更有全港首創的深切治療部及心臟專科中心。

## 會所
會所命為「Club Trinity」，由ACD蔡明治負責設計，会所大堂楼底约20.2呎高，並提供7大主題，40項會所設施。包括24小时开放健身室、泳池、按摩、桑拿及蒸气浴室及「海底童话国」儿童乐园等。屋苑也附設停車場。

## 公共休憩空間
項目前身為新亞書院舊址，加上紀念新亞戰後在深水埗的歲月，因此市建局特意將地下入口大堂旁，設置佔地約6,200平方呎的「新亞書院紀念公園」，提供公共休憩空間，並命名為桂林街公眾休憩空間。「新亞舊址」石碑由饒宗頤教授題字（紙本題字則藏於香港中文大學錢穆圖書館）。唯花園初期未有對外開放，被鐵馬圍著，並由保安駐守。2016年初，桂林街公眾休憩空間已開放予公眾使用。

## 爭議事件
長江實業旗下的高衛物業管理曾組為屋苑公契經理人，超過5%業權居民定於2016年3月19日安排舉行業主大會，投票成立業主立案法團，有效監察管理公司服務表現。而管理公司得悉3月19日舉行大會之際，促忙急於3月12日先行舉行業主大會組織業主委員會，力圖阻止業主立案法團成立。居民更於短時間內於信箱收取到4封所謂「幾位小業主」的疑似抹黑信，反而令超過一半小業主於3月19日業主大會親身投票，向「對方」說不。
而小業主更透過召開特別業主大會，取得超過50%業權成功換走公契經理,透過小業主投票揀選佳定物業管理作為合約經理人，成功將管理公司酬金大副度減低。
2016年10月8日，香港城市大學邀請丰滙業主立案法團到大學見面，法團以為有好消息，結果被告知整個商場將被發展為24小時運作，為城市大學動物醫學院配套的動物診所，只配套一間約500呎咖啡廳，主要為學生提供實習機會，並聲稱不用向城規會申請即可使用。法團認為買樓時樓書寫明該處為商鋪，動物醫學院規模之大媲美醫院並涉及教學用途，違反收地原意，剝奪區內居民生活基本所需，決定向各政府部門提出反對。業主對城市大學在本來環境衛生惡劣的深水埗開設大型動物醫院/診所，將人畜共通傳染病風險帶入屋苑內表示強烈不滿。11月21日城市大學出信住宅業主以「小型動物診所」形容，業主反彈直斥城市大學睜眼說瞎話，更加擔心城大處理動物屍體的手法，會否有實驗研究系居民樓下實行。法團亦同時向時任特首的梁振英及城市大學動物醫學院的捐助者求助。

## 外部連結
- 丰滙Facebook群組：facebook.com/groups/tt.club.hk/